# Albin Tenglet
Albin Tenglet, född 11 augusti 1883 i Håleby, Stala socken, Bohuslän, död 25 augusti 1958 i Järfälla, var en svensk skriftställare, ritare, tecknare och målare.
Han var son till byggmästaren Olle Alfred Knapp och Mathilda Olsson Gillberg och från 1924 gift med Otilia Charlotta Rönn. Efter avslutade studier vid Enskilda gymnasiet i Stockholm arbetade han som biträde vid olika arkitektkontor i Göteborg och för Ferdinand Boberg i Stockholm. Under sin tid i Göteborg studerade han frihandsteckning och byggnadsritning vid Slöjdföreningens skolas aftonkurser. Efter arkitekternas intentioner svarade han för huvudritningarna till bland annat Nobelstiftelsens palats i Stockholm. Som målare utförde han topografiska motiv och avbildningar av kyrkor i olja eller akvarell. Han är representerad vid Deutsches Museum i Leipzig med ett femtiotal teckningar av runstenar från södra Uppland. Som skriftställare skrev han under pseudonymen Alf Torne.